# Козловка (Болотнинский район)
Козло́вка — деревня в Болотнинском районе Новосибирской области России. Входит в состав Зудовского сельсовета.

## География
Площадь деревни — 63 гектара.

## История
Основана в 1918 году. В 1926 году деревня состояла из 178 хозяйств, основное население — русские. В административном отношении являлся центром Козловского сельсовета Болотнинского района Томского округа Сибирского края.

## Население
| 2002 | 2007 | 2010 |
| ---- | ---- | ---- |
| 188  | ↘170 | ↘143 |

## Инфраструктура
В деревне по данным на 2007 год отсутствует социальная инфраструктура.